# 麦克莱恩斯伯勒 (伊利诺伊州)
麦克莱恩斯伯勒（McLeansboro）位于美国伊利诺伊州南部，是哈密尔顿县（Hamilton County）的县治所在，人口约3000人（2000年）。这座城市的名稱來自於1821年定居在這里的威廉·麦克莱恩 (William McLean) 。